# District de Bagnères
Le district de Bagnères est une ancienne division territoriale française du département des Hautes-Pyrénées de 1790 à 1795.
Il était composé des cantons de Bagnères, Bourg, Campan et Lannemezan.